# Pristimantis carlosceroni
Pristimantis carlosceroni é uma espécie de anfíbio anuro da família Strabomantidae. Está presente no Equador. A UICN classificou-a como pouco preocupante.

A PUCE (Pontifícia Universidade Católica do Ecuador) classifica a Pristimantis carlosceroni como única espécie de rã terrestre dos Andes do Equador, presente especificamente da encosta ocidental. 
Ainda nos estudos da PUCE, há detalhes sobre a coloração da rã: "dorsal verde característica, íris com três anéis coloridos em vida, pele com flancos dorsais e areolados texturizados e processos odontóforos vomerinos ausentes" 